# Petropedetidae
I Petropedetidi (Petropedetidae Noble, 1931) sono una famiglia di anfibi anuri, diffusa in Africa.

## Tassonomia
Comprende 3 generi, per un totale di 13 specie:
- Arthroleptides Nieden, 1911 (3 sp.)
- Ericabatrachus Largen, 1991 (1 sp.)
- Petropedetes Reichenow, 1874 (9 sp.)

## Distribuzione e habitat
La famiglia è presente dalla Sierra Leone fino alla Costa d'Avorio e alla Nigeria.